# Volo Varig 254
Il volo Varig 254 era un volo di linea passeggeri da San Paolo del Brasile a Belém, Pará, Brasile, con vari scali intermedi. Il 3 settembre 1989, il volo era operato da un Boeing 737-241. Prima di decollare da Marabá, Pará, verso la destinazione finale, l'equipaggio inserì un dato errato nel computer di volo. Di conseguenza, invece di volare verso la sua destinazione, l'aereo si diresse verso ovest e dopo qualche ora venne a trovarsi su una zona remota della giungla amazzonica. I tentativi di raggiungere un aeroporto alternato non ebbero successo e con l'aereo a corto di carburante il pilota fu costretto a effettuare un belly landing di emergenza nella giungla, 1 050 miglia (1 690 km) a nord-ovest di Rio de Janeiro. I sopravvissuti vennero salvati solo quattro giorni dopo. Il bilancio della tragedia fu di 12 vittime e molti altri feriti gravemente.

## L'aereo
Il velivolo coinvolto era un Boeing 737-200, marche PP-VMK, numero di serie 21006, numero di linea 398. Volò per la prima volta nel 1975 e venne consegnato nel marzo dello stesso anno a Varig. Era equipaggiato con 2 motori turboventola Pratt & Whitney JT8D-17A. Al momento dell'incidente, l'aereo aveva più di quattordici anni e aveva accumulato 33 373 ore di volo.

## L'incidente
Il volo 254 eseguiva un percorso da San Paolo del Brasile a Belém; il suo piano di volo comprendeva scali a Uberaba, Uberlândia, Goiânia, Brasilia, Imperatriz e Marabá. Il viaggio San Paolo-Belém aveva una durata approssimativa di 8 ore e 20 minuti.
Alle 09:43 ora locale, il volo 254 partì dall'aeroporto Internazionale di Guarulhos, San Paolo, diretto a Belém. L'equipaggio era composto dal comandante Cézar Augusto Padula Garcez, di 32 anni, dal primo ufficiale Nilson de Souza Zille, 29, e da quattro assistenti di volo.
Non vi furono eventi di rilievo durante tutti gli scali. Alle 17:20, all'aeroporto di Marabá, l'equipaggio si preparava all'ultimo tratto.

### Il primo errore
Mentre il primo ufficiale Zille ispezionava l'esterno del velivolo, il comandante Garcez consultava il piano di volo, cercando la direzione magnetica dell'aeroporto di Belém. Sulla carta trovò il numero 0270; Garcez lo lesse come 270 gradi, quando in realtà indicava 027.0 gradi (i piani di volo della Varig non indicavano esplicitamente la posizione della virgola decimale, ritenendo ovvio il suo posizionamento a sinistra dell'ultima cifra). Questo errore macroscopico fu il primo di una serie, nonché la principale causa del disastro. Il comandante impostò il proprio HSI a 270°, una rotta verso ovest; un semplice controllo su una mappa avrebbe mostrato la totale illogicità di un simile piano di volo (la rotta Marabà-Belém è in direzione nord). Subito dopo, Garcez programmò il FMS sulla distanza per Belém (346 km): il piano di volo indicava un'altitudine di 29 000 piedi (8 800 m) e una durata di 48 min. Al suo ritorno, il primo ufficiale Zille non controllò il piano di volo come da regolamento, limitandosi a copiare le indicazioni del collega sui propri strumenti.
Alle 17:45, il volo 254 decollò da Marabá; il pilota automatico cominciò una lunga deviazione a sinistra, ben 158°, anziché la normale moderata correzione a destra di 42°. L'equipaggio non sembrò accorgersi del problema, forse distratto dall'ascolto della partita di qualificazione al campionato mondiale di calcio 1990 fra Brasile e Cile, che si giocava proprio in quel giorno.

### Il secondo errore
Ritenendosi ormai prossimo all'arrivo, il comandante Garcez tentò di comunicare con la torre di controllo a Belém, tramite la radio VHF. Fallito un primo tentativo, e senza insospettirsi per l'insolita debolezza del segnale, ingiustificata se la torre fosse stata vicina come credeva, utilizzò un altro aereo della Varig (RG-266) come ponte radio, chiedendo l'autorizzazione alla discesa. Ottenuta l'autorizzazione, Garcez rimase molto confuso; non riusciva a riconoscere nessuno dei caratteristici elementi paesaggistici della zona di Belém (l'isola di Marajó e l'estuario del Rio delle Amazzoni), chiedendo se per caso la città non fosse in stato di blackout. Bisogna ricordare che nel 1989 l'aeroporto di Belém non aveva un proprio radar, da qui l'apparentemente assurda concessione dell'autorizzazione.
Quando i suoi strumenti cominciarono a segnare una distanza negativa, Garcez decise di eseguire una virata di 180° e di localizzare l'aeroporto a vista. Il velivolo scese a 4 000 piedi (1 200 m), riducendo la velocità a 200 nodi (370 km/h). Riluttante a utilizzare la radio HF e a chiedere aiuto, il comandante si sentì sollevato quando riuscì a individuare un fiume, ritenendolo il Rio delle Amazzoni (si trattava in realtà dello Xingu, che oltretutto scorre da sud a nord).
A questo punto, il volo era già mezz'ora più lungo del normale e i passeggeri cominciavano a preoccuparsi. Quando il primo ufficiale si rese finalmente conto dell'errore avvenuto alla partenza, i due piloti decisero di contattare l'aeroporto di Santarém (che ritenevano il più vicino alla loro posizione); impostarono una rotta di 350°, deviando di altri 180°. Garcez calcolò che non avevano sufficiente carburante per raggiungere Santarém e cominciò a dirigersi nuovamente verso sud, lungo il fiume Xingu. Finalmente, il comandante decise di contattare Marabà, per confermare la propria posizione. Tuttavia, la frequenza di Marabà era molto vicina a quella dell'aeroporto di Goiânia (1250 km più a sud). Il comandante era già molto nervoso e non controllò l'identificazione Morse del radiofaro.
Alle 20:05, Belém ricontattò il volo 254 e chiese un rapporto della situazione. Il comandante affermò di avere una rotta 170 per Marabá (in realtà Goiânia) e che aveva ricevuto un segnale dal radiofaro di Carajás (in realtà si trattava di Barra do Garças). Quando Belém lo informò che Carajas era stato spento alle 19:30, la confusione di Garcez aumentò ancora. Resosi conto di non avere carburante a sufficienza, decise di raggiungere Carajas (una decisione potenzialmente corretta, ma guidata dal radiofaro sbagliato). In un ennesimo colpo di sfortuna, l'aereo passò a meno di 200 km dalla base aerea Serra do Cachimbo, che avrebbe permesso un tranquillo atterraggio di emergenza.

### L'impatto
Oramai, l'ultima possibilità era quella di atterrare sopra la foresta pluviale, un'impresa mai tentata prima (per la quale oltretutto non esistevano procedure). Garcez e Zille decisero di volare a 8 000 piedi (2 400 m) fino all'esaurimento del carburante, per evitare una possibile esplosione all'atterraggio, e di far volare l'aereo poco sopra la velocità di stallo. Alle 20:40, Garcez informò Belém del suo tentativo di atterraggio; informò i passeggeri quando ormai rimanevano circa 15 minuti di autonomia. Con circa 100 chili di carburante rimasto, il motore di sinistra si fermò. Quello di destra rimase attivo per altri due minuti, prima di fermarsi a sua volta. Grazie al vento, i motori continuarono a girare, lasciando all'equipaggio un rudimentale controllo sull'aereo. Garcez ordinò di estendere i flap, che scesero solo in parte. Con le batterie esaurite, solo quattro strumenti continuavano a funzionare (orizzonte artificiale, altimetro e indicatori di velocità orizzontale e verticale).
Alle 21:06, l'aereo impattò contro alberi alti fino a 50 m. La decelerazione fu tale da scagliare nella parte frontale i passeggeri non assicurati e staccare alcuni sedili. Due grossi tronchi tranciarono le ali, la fusoliera si torse e altri sedili furono divelti; il controsoffitto cadde sulle teste dei passeggeri. Rallentato ormai a circa 35 nodi (65 km/h), l'aereo percorse un'altra trentina di metri, prima di fermarsi rovesciato sul fianco destro.

### Recupero e salvataggio
Il 5 settembre, due giorni dopo l'incidente, Alfonso Saraiva e altri tre sopravvissuti iniziarono a camminare in cerca di aiuto. Dopo circa due o tre ore di cammino nella giungla, il gruppo raggiunse la fattoria Curunaré, a São José do Xingu. Quella fattoria non aveva la radio, quindi vennero condotti in auto in un'altra fattoria, Serrão da Prata, raggiungendola intorno alle 12:30. Con l'aiuto dell'operatore radio João Capanema Jr., furono in grado di contattare l'aeroporto di Franca, 400 chilometri (250 miglia) a nord di San Paolo, e alle 16:27 un Embraer EMB-110 Bandeirante dell'aeronautica militare brasiliana (FAB) lasciò cadere pacchetti di cibo vicino alla posizione del relitto. A mezzogiorno del giorno successivo, al loro quarto giorno nella giungla, tutti i sopravvissuti furono tratti in salvo dalla FAB.

## Cause
L'indagine si concluse scaricando ogni responsabilità sulla negligenza dei piloti nella lettura del piano di volo e nell'inserimento della rotta nei computer del 737. L'aereo venne trovato in perfette condizioni di manutenzione, con ogni ispezione periodica condotta in modo corretto. Inoltre, molti altri fattori hanno contribuito all'incidente, in particolare il pilota:
- non si era reso conto che avrebbe dovuto ricevere un segnale VHF più forte da Belém se fosse stato vicino a quell'aeroporto;
- avrebbe dovuto ricevere le stazioni radio locali di Belém invece che altre stazioni lontane sulle stesse frequenze;
- avrebbe dovuto controllare la sua posizione e dirigersi contro il sole e i punti di riferimento geografici.

Infine, il team di supporto della compagnia aerea a Belém non è intervenuto quando si è reso conto che l'aereo era in forte ritardo rispetto all'arrivo previsto.
Il comandante Garcez e il primo ufficiale Zille furono entrambi condannati a quattro anni di prigione per il loro ruolo nell'incidente; tuttavia, questo fu successivamente trasformato in servizio alla comunità.
Mesi dopo l'incidente, il piano di volo utilizzato dal Varig 254 venne mostrato a 21 piloti delle principali compagnie aeree del mondo durante un test condotto dalla Federazione internazionale delle associazioni dei piloti di linea aerea. Non meno di 15 piloti commisero lo stesso errore commesso dall'equipaggio del volo Varig 254. Dopo l'incidente del volo 254, Varig installò gli OMEGA Navigation System sui propri aerei.

## Nella cultura di massa
Il volo Varig 254 è stato analizzato nella puntata intitolata Errori letali della quattordicesima stagione del documentario Indagini ad alta quota trasmesso da National Geographic Channel.